# Józef Żabiński
Józef Żabiński (1860 – 27 de desembre de 1928) fou un jugador d'escacs i problemista polonès. Va néixer a Varsòvia (llavors Imperi Rus), i es va graduar a la facultat de dret de la Universitat Imperial de Varsòvia (Императорский Варшавский Университет) el 1886.

## Resultats destacats en competició
Żabiński va guanyar el 2n Campionat de la ciutat de Varsòvia el 1883/84. Va empatar un mini-matx amb Semion Alapín (1 : 1) a Varsòvia el 1888.
El 1899, fou nomenat el primer director de l'Associació de Seguidors del Joc dels Escacs de Varsòvia (Warszawskie Towarzystwo Zwolenników Gry Szachowej). Després de la I Guerra Mundial, es va dedicar a l'organització de torneigs d'escacs a Polònia. Fou el primer president de la Federació polonesa d'escacs en el període 1926–1928.